# Vittorio Leone
Vittorio Leone (1862 – 1929) è stato un canottiere italiano, vincitore di sei medaglie (5 d'argento e una di bronzo) ai Campionati europei di canottaggio tra il 1893 e il 1896.

## Carriera
Atleta del Rowing Club di Genova, Vittorio Leone fu il primo canottiere italiano a distinguersi a livello internazionale, tra il 1893 e il 1896, partecipando alle prime quattro edizioni dei Campionati europei di canottaggio. Al Lago d'Orta, Italia (1893), a Mâcon, Francia (1894), a Ostenda, Belgio (1895) e a Ginevra, Svizzera (1896), vinse quattro medaglie d'argento consecutive nel Singolo. In coppia con l'amico Federico Costa (1866-1923), anch'egli atleta del Rowing Club di Genova, conquistò anche due medaglie europee nel Due con (una d'argento a Mâcon nel 1894 e una di bronzo a Ostenda nel 1895). 